# 산악흙파는쥐
산악흙파는쥐 또는 산악주머니고퍼(Thomomys monticola)는 흙파는쥐과에 속하는 설치류의 일종이다. 캘리포니아주와 네바다주에서 발견되며, 미국 서부의 토착종이다. 시에라네바다산맥 일부 지역에 분포한다.